# 佐藤幸次郎
佐藤 幸次郎（さとう こうじろう、1933年（昭和8年）8月16日 - ）は、日本の政治家、ジャーナリスト。元山形市長。元山形新聞社論説委員。

## 人物・来歴
山形県山形市出身。早稲田大学第一文学部卒業後、山形新聞社に入社。金澤忠雄市政下で市政担当記者を務め仙台支社長時代、金澤との知遇を得て目をかけられた。論説委員を経て、金澤は助役として市に迎え入れる意向であったが、保守系会派の反対により、ワンクッションを置き水道事業管理者、収入役を歴任後、1991年（平成3年）、助役に選任される。
1994年（平成6年）11月には、7期28年の金澤路線の継承を旗印に、山形市長選に出馬。吉村和夫との一騎討ちを制し初当選する。1期目には第6次新総合計画の策定、「知る権利」を明記した情報条例の制定のほか、山形ニュータウン開発、JR山形駅西口再開発など、金澤市長時代からの計画の推進にあたった。
1998年（平成10年）には、実質的な信任投票となった市長選を制し再選を果たす。
しかし、1999年（平成11年）11月、山形市発注の公共下水道工事をめぐって談合が発覚。代表監査委員が山形県警から逮捕され、競争入札妨害幇助で起訴されるに至った。また翌12月には、土木業者から佐藤に提供された政治資金が、市長の政治資金管理団体である「山形幸政会」から県選管に提出された1998年（平成10年）度分の収支報告書に収入の半分が記載されていないとして、政治資金規正法違反（虚偽記入）容疑で、山形市秘書課長、山形幸政会事務局長ら3人が山形県警より逮捕されてしまう。
これら2件の不祥事に対する責任を取るため、佐藤は再選から1年あまりで辞任した。